# 弥生台
弥生台（やよいだい）は、神奈川県横浜市泉区の町名。丁番を持たない単独町名である。住居表示未実施。

## 地理
泉区の北寄りに位置する。北部に相鉄いずみ野線が通り、給田トンネルと和泉トンネルの間に弥生台駅が設けられている。駅前の「相鉄ライフ やよい台」内にはスーパーマーケットのそうてつローゼンなどがあり、駅前ロータリーからは緑園都市駅・戸塚駅（東口・西口バスターミナル）・東戸塚駅を結ぶ路線バスが発着する。中央を東西に県道弥生台桜木町線、西端を南北に県道阿久和鎌倉線（かまくらみち）が通る。

### 地価
住宅地の地価は、2024年（令和6年）1月1日の公示地価によれば、弥生台60番13の地点で25万3000円/m²となっている。

## 歴史
町名は、町内に弥生時代の遺跡があることから名づけられた。

### 沿革
- 1976年（昭和51年）4月8日 - 相鉄いずみ野線弥生台駅開業。
- 1980年（昭和55年）1月26日 土地区画整理事業（新橋）[8]に伴い、旧戸塚区岡津町・新橋町・中田町の一部から弥生台を新設する[9]。
- 1986年（昭和61年）11月3日 - 分区により泉区弥生台となる。
- 1988年（昭和63年）1月10日 - 土地区画整理事業（西田）[8]に伴い、岡津町の一部を編入する[10]。

## 世帯数と人口
2025年（令和7年）6月30日現在（横浜市発表）の世帯数と人口は以下の通りである。
| 町丁   | 世帯数    | 人口    |
| ------ | --------- | ------- |
| 弥生台 | 2,352世帯 | 4,775人 |

### 人口の変遷
国勢調査による人口の推移。
| 年                 | 人口  |
| ------------------ | ----- |
| 1995年（平成7年）  | 4,726 |
| 2000年（平成12年） | 4,704 |
| 2005年（平成17年） | 4,513 |
| 2010年（平成22年） | 4,810 |
| 2015年（平成27年） | 4,879 |
| 2020年（令和2年）  | 4,815 |

### 世帯数の変遷
国勢調査による世帯数の推移。
| 年                 | 世帯数 |
| ------------------ | ------ |
| 1995年（平成7年）  | 1,585  |
| 2000年（平成12年） | 1,631  |
| 2005年（平成17年） | 1,606  |
| 2010年（平成22年） | 1,841  |
| 2015年（平成27年） | 1,947  |
| 2020年（令和2年）  | 2,085  |

## 学区
市立小・中学校に通う場合、学区は以下の通りとなる（2024年11月時点）。
| 番地                 | 小学校               | 中学校                 |
| -------------------- | -------------------- | ---------------------- |
| 29番地               | 横浜市立西が岡小学校 | 横浜市立領家中学校     |
| 1〜28番地 30番地以降 | 横浜市立新橋小学校   | 横浜市立いずみ野中学校 |

## 事業所
2021年（令和3年）現在の経済センサス調査による事業所数と従業員数は以下の通りである。
| 町丁   | 事業所数  | 従業員数 |
| ------ | --------- | -------- |
| 弥生台 | 156事業所 | 1,689人  |

### 事業者数の変遷
経済センサスによる事業所数の推移。
| 年                 | 事業者数 |
| ------------------ | -------- |
| 2016年（平成28年） | 148      |
| 2021年（令和3年）  | 156      |

### 従業員数の変遷
経済センサスによる従業員数の推移。
| 年                 | 従業員数 |
| ------------------ | -------- |
| 2016年（平成28年） | 1,581    |
| 2021年（令和3年）  | 1,689    |

## 交通

### 鉄道
- 相模鉄道いずみ野線
  - 弥生台駅

### 道路
- 神奈川県道218号弥生台桜木町線

## 施設
- 弥生台駅前郵便局[20]
- 泉警察署 弥生台駅前交番
- 相鉄ライフ やよい台

## その他

### 日本郵便
- 郵便番号 : 245-0008[3]（集配局：横浜泉郵便局[21]）

### 警察
町内の警察の管轄区域は以下の通りである。
| 番・番地等 | 警察署   | 交番・駐在所   |
| ---------- | -------- | -------------- |
| 全域       | 泉警察署 | 弥生台駅前交番 |

## 参考資料
- 『県別マップル 神奈川県広域・詳細道路地図』2006年4刷 昭文社 ISBN 9784398626998
- ちず丸（昭文社）2010年12月14日閲覧